# مقياس الجهد الحلزوني

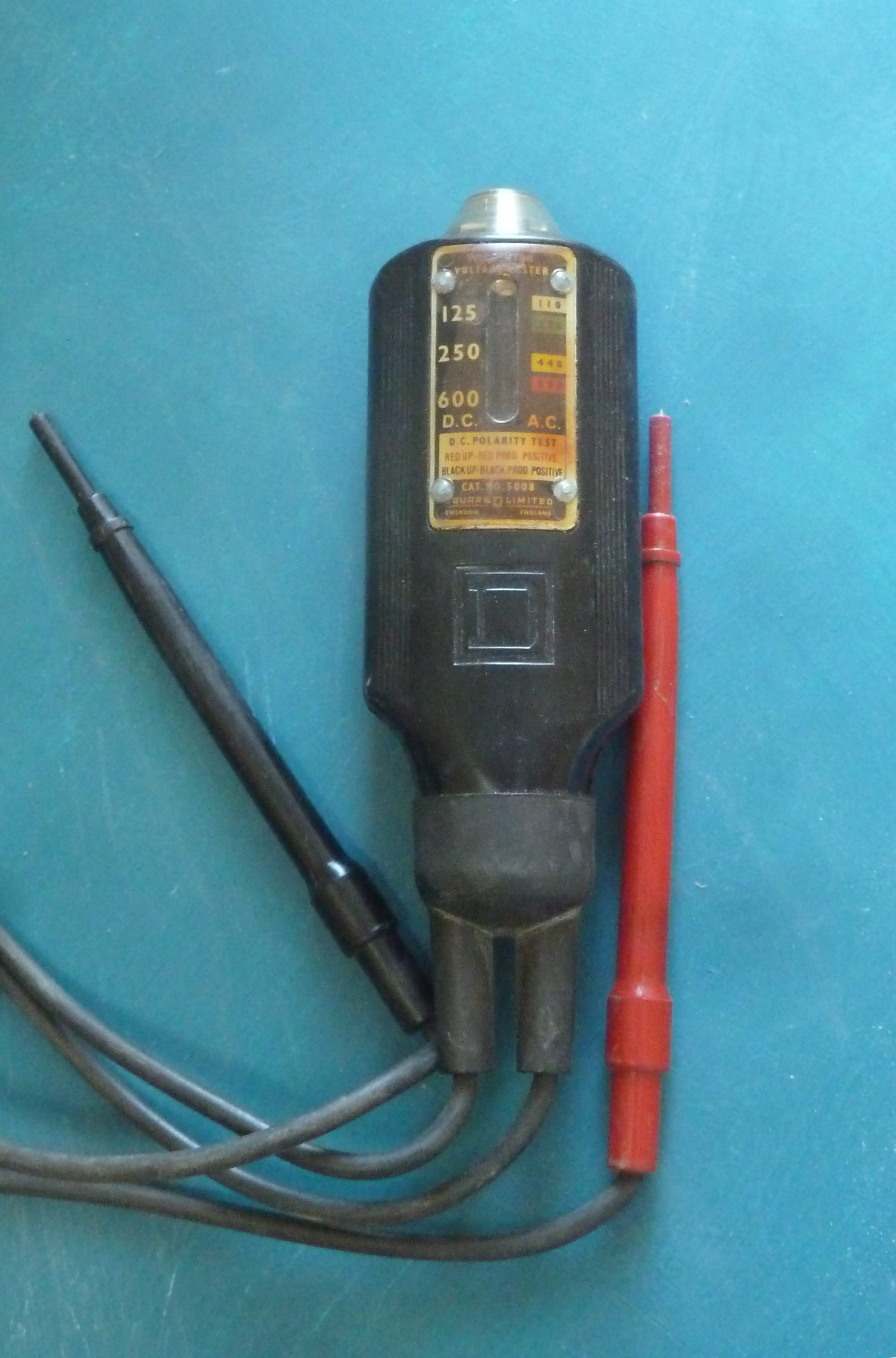
مقياس جهد حلزوني مع أسلاك اختبار موصلة؛ الأداة أكثر متانة من مقياس نوع "دي آرسونفال"، لكنها أقل دقة.

مقياس الجهد الكهربائي الحلزوني (بالإنجليزية: Solenoid voltmeter)‏ هو نوع محدد من أجهزة قياس الجهد الكهربائي يستخدمه الكهربائيون لاختبار دوائر الطاقة الكهربائية. يعتمد على ملف حلزوني يجذب مكبسًا مدعومًا بنابض، تُعاير حركة المكبس لتحديد الجهد التقريبي. يتميز هذا الجهاز بكونه أكثر متانة مقارنة بحركة دي آرسونفال، ولكنه أقل حساسية ودقة.
"Wiggy" هو علامة تجارية مسجلة مقياس جهد كهربائي حلزوني شائع الاستخدام في أمريكا الشمالية، مستمدة من براءة اختراع لجهاز مسجلة باسم شرك ويجينتون، تحمل رقم البراءة الأمريكية 1,538,906.

## انظرأيضا
- مقياس الجهد الكهربائي